# Ponte Scaligero
Die Ponte Scaligero oder Ponte di Castelvecchio (deutsch Skaligerbrücke) ist eine mittelalterliche Brücke in Verona über die Etsch.

## Geschichte
Die Brücke wurde ab 1355 unter Cangrande II. della Scala als Fluchtweg aus seiner Burg San Martino in Aquaro, besser bekannt als Castelvecchio, errichtet. Als Anlass diente ein gescheiterter Putschversuch durch seinen  Halbbruder Fregnano della Scala im Jahr zuvor. Burg und Brücke waren damit Zweckbauten, die nicht zum Wohle der Stadt entstanden, sondern ausschließlich dem Scaliger-Herrscher dienen sollten.
Fertiggestellt wurde sie innerhalb von drei Jahren 1357 unter Cansignorio della Scala. Der auch als Brückenturm genutzte Bergfried des Castelvecchio wurde während der Signoria von Bartolomeo II. und seinem jüngeren Bruder Antonio della Scala 1375 errichtet.
Die Pläne für den Brückenbau wurden lange Zeit einem Giovanni Bevilacqua zugeschrieben, der allerdings bei Arbeitsbeginn im Mai 1355 nur die Aufsicht über die Arbeiten führte. Als Planer gelten die beiden Ingenieure Giovanni da Ferrara und Giacomo da Gozo, die zwar nicht dokumentarisch belegt sind, die aber für den Bau der flussabwärts gelegenen bauähnliche Ponte dei Navi nachgewiesen sind.
Die Konstruktion war so robust, dass sie fünf Jahrhunderte trotz einer schweren Flut unbeschädigt blieb, bis französische Truppen 1802 nach dem Frieden von Lunéville den Turm auf der linken Uferseite zerstörten und die meisten der Zinnen entfernten oder zumauerten. 1824 wurde der beschädigte Hauptpfeiler restauriert, zehn Jahre später wurden die Mauern wiederaufgebaut und der Brückengang wiedereröffnet.
Die Brücke wurde ebenso wie die Ponte Pietra während des Rückzugs der deutschen Truppen am 24. April 1945 weitgehend zerstört. Eine originalgetreue Wiederherstellung begann 1949 und wurde 1951 vollendet, mit Ausnahme des linken Turms.

## Beschreibung
Sie ruht auf drei Segmentbögen von 24 m, 29,15 m und 48,69 m Spannweite; letzterer war zum Zeitpunkt seiner Fertigstellung der größte Brückenbogen in Europa. Insgesamt ist die Brücke 120 m lang und 6 m breit.

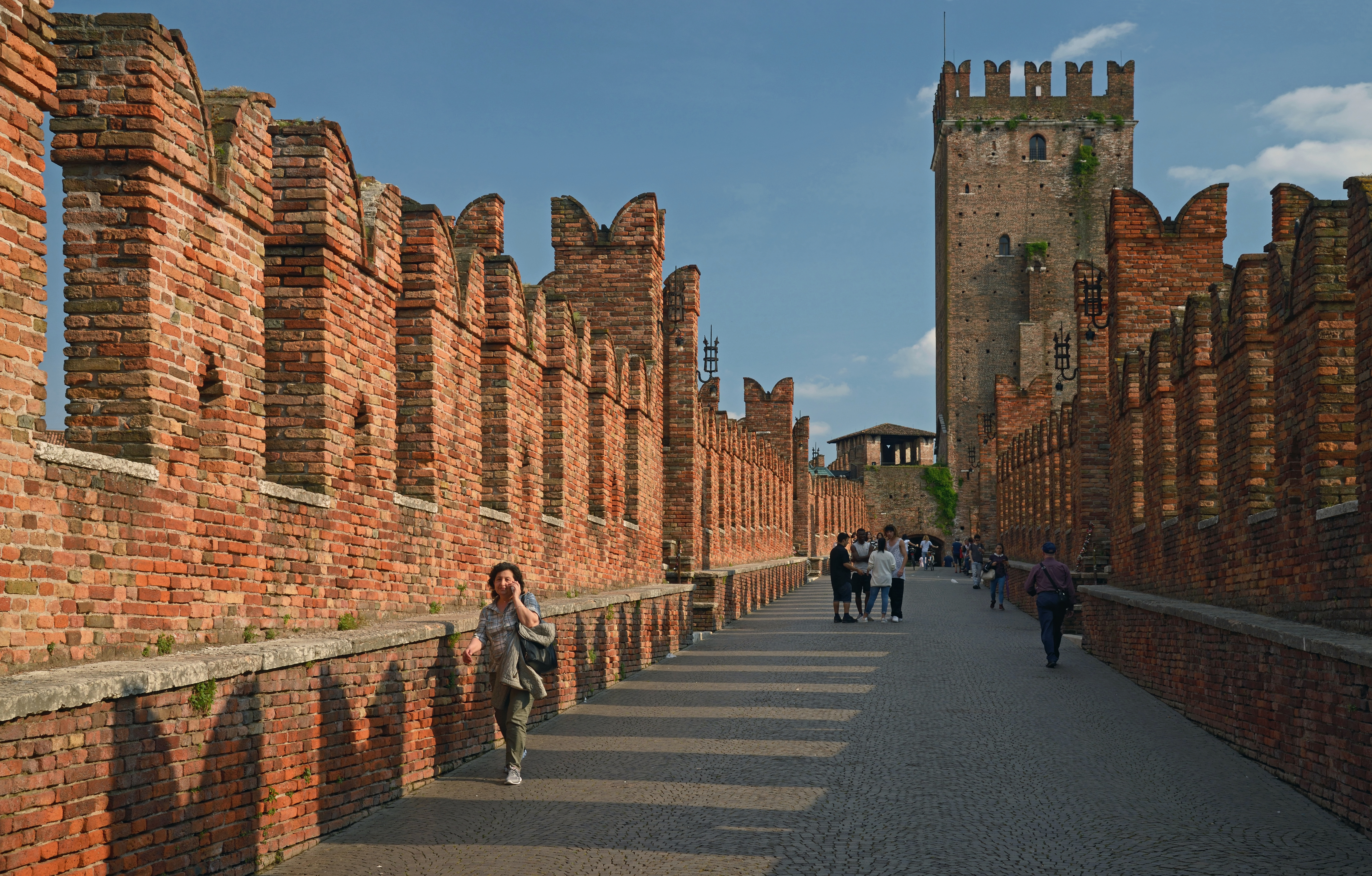
Fahrbahn mit Bergfried des Castelvecchio
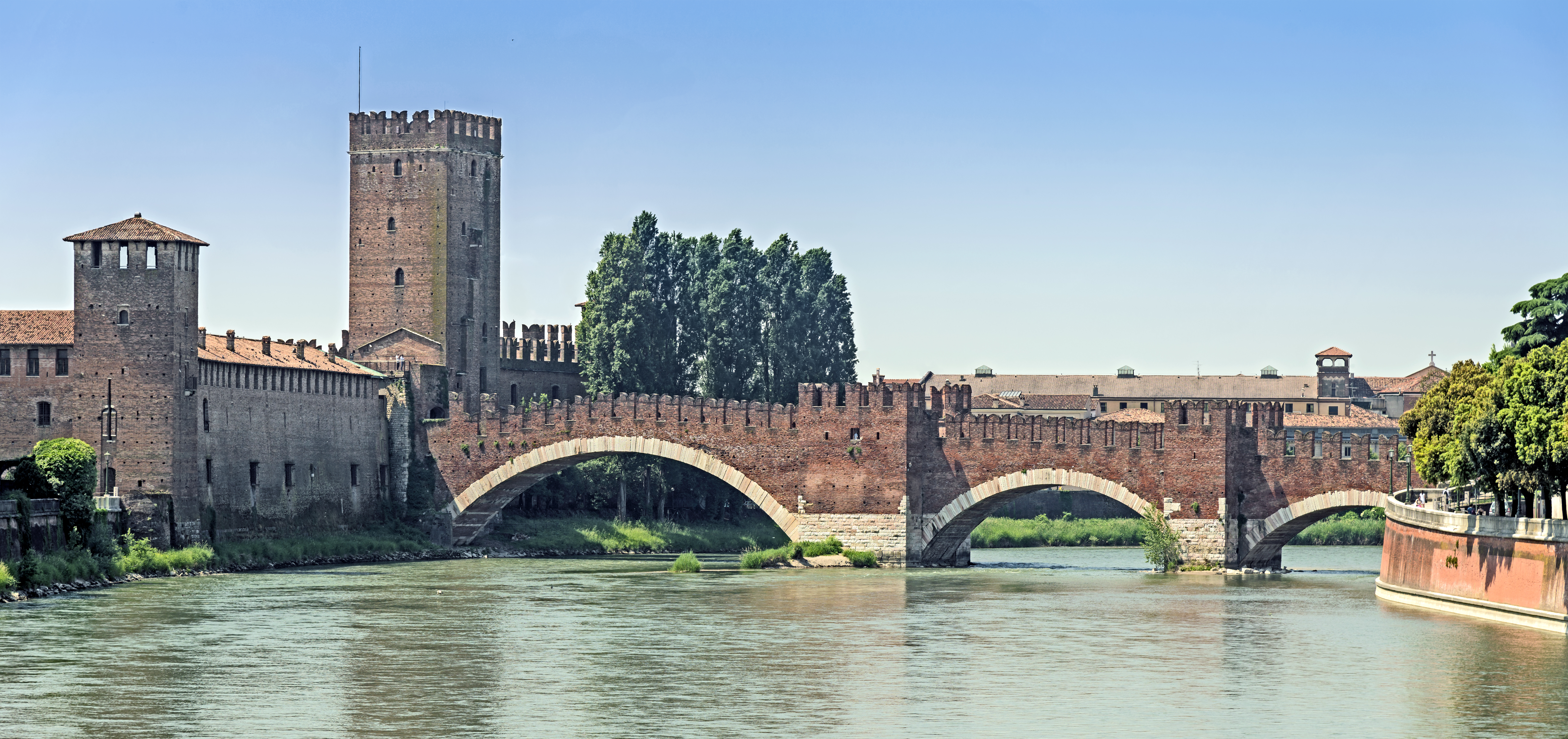
Die flussaufwärts gelegene Ponte Vecchio mit der Scaligerburg links
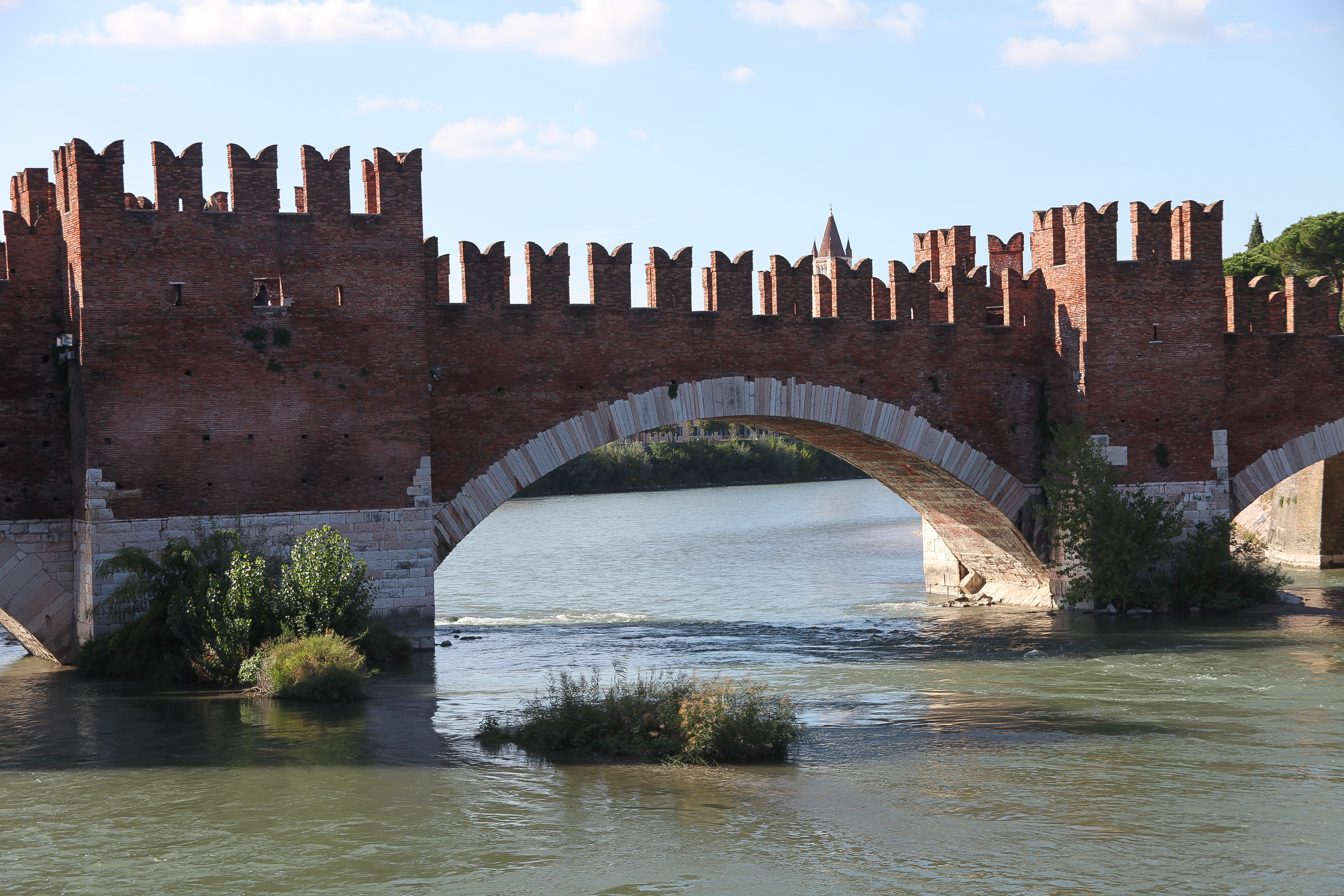
Die Schwalbenschwanzzinnen und die als Wehrtürme verkleideten Stützpfeiler der Brücke
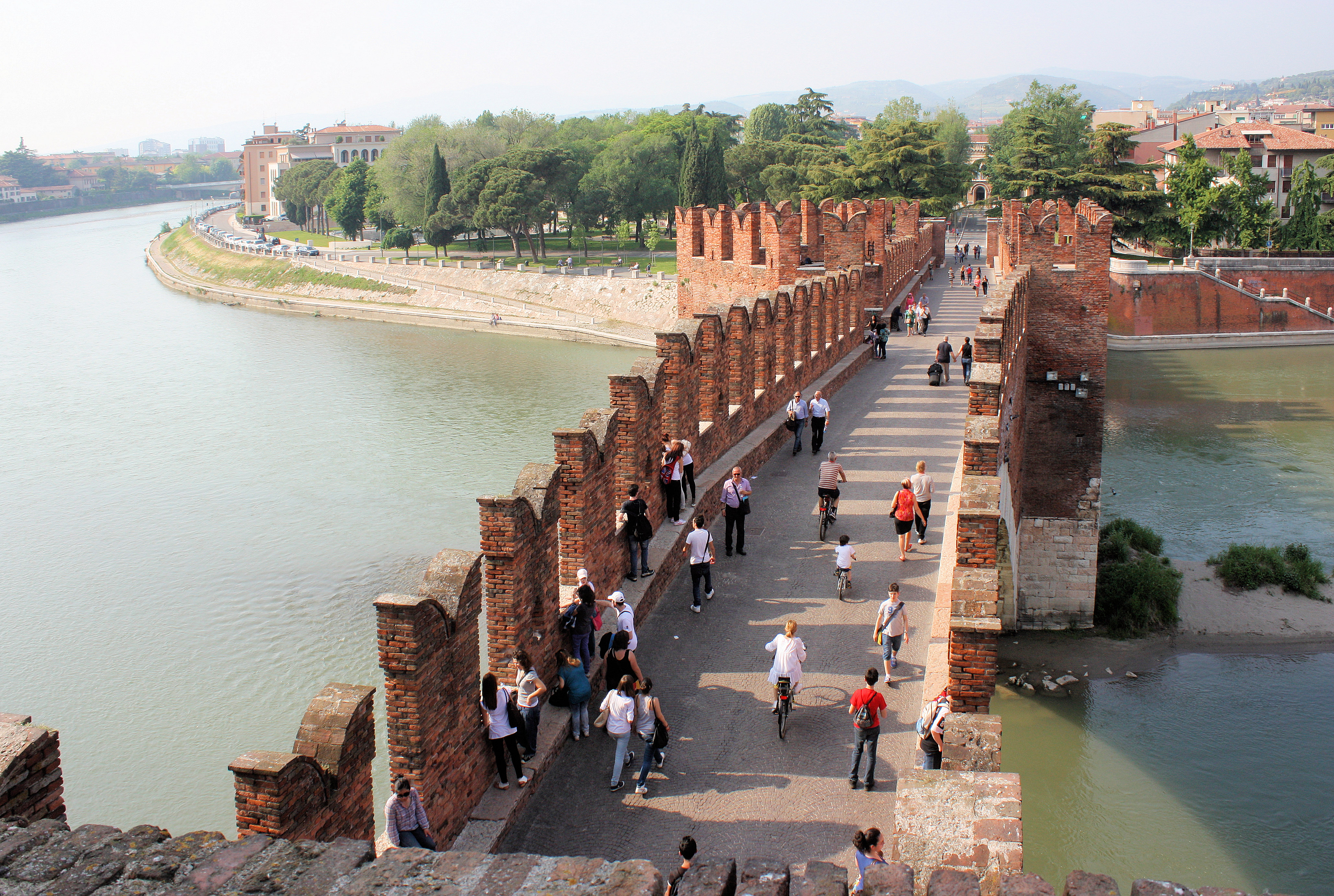
Die ausschließlich als Fußgängerbrücke genutzte Brücke mit dem orographisch linken Etschufer